# 帕伊塔
帕伊塔（法語：Païta，發音：[pajta]）是法国海外特殊集体新喀里多尼亞南部省的市镇，面积699.7平方千米，2019年1月1日人口为24,563人。

## 地理
帕伊塔（22°8'0"S, 166°22'0"E）面积699.7平方千米，位于法国海外特殊集体新喀里多尼亞。
与帕伊塔接壤的市镇（或旧市镇、城区）包括：亚泰、布卢帕里、丹贝阿、蒂奥。
帕伊塔的时区为UTC+11:00。

## 行政
帕伊塔的邮政编码为98890、98840、98889，INSEE市镇编码为98821。

## 政治
帕伊塔的现任市长为玛丽琳·达尔坎杰洛（Maryline d'Arcangelo）女士，任期为2024-2026年。

## 交通
努美阿國際機場位于帕伊塔。

## 人口
帕伊塔于2019年1月1日时的人口数量为24563人。